# 조건진
조건진(趙建軫, 1959년 1월 23일 ~ )은 대한민국 전직 KBS 한국방송공사 아나운서이다. 서울특별시 출신이다.

## 학력
- 계성초등학교
- 성수중학교
- 경희고등학교
- 경희대학교 토목공학과 학사
- 경희대학교 대학 언론정보대학원 석사, 동 대학 체육대학원에서 박사

## 주요 이력
계성초등학교 성수중학교경희고등학교 졸업 이후 경희대학교 토목공학과 학사, 동 대학 언론정보대학원 석사, 동 대학 체육대학원에서 박사 학위 취득하였다. 1986년에 KBS 공채 13기 아나운서로 입사하였고, KBS춘천방송총국, KBS부산방송총국에서 지역근무를 하였다. 2006년에서부터 2008년까지 KBS 아나운서실 실장으로 재직했다. 지금 스포츠중계, 뉴스, 각종 프로그램 진행 등 KBS 아나운서로 활동하였다. 2017년 2월 22일 별세한 박태남 아나운서와는 1986년 13기 공채 아나운서 동기였다. 그는 2019년 정년퇴임을 했다. 2022년 6월 21일 한케이골프 홍보 대사를 위촉하였다.

## 경력
- 1992년 : KBS2 《무엇이든 물어보세요》 진행
- 1993년 : KBS1 《KBS 뉴스 1200》 토요일,일요일 진행
- 1994년 : KBS2 《KBS 스포츠뉴스》 진행
- 1994년 : KBS2 《KBS 스포츠 중계석》 진행
- 1994년 ~ 1995년 : KBS2 《토요 아침마당》 진행
- 1995년 : KBS2 《퀴즈로 배웁시다》 진행
- 2000년 ~ 2016년 : KBS1,KBS2 《KBS 스포츠》 씨름.태권도.양궁.골프.레슬링.복싱 캐스터 중계
- 2001년 ~ 2003년 : KBS2 《TV클리닉 당신의 건강은?》 진행
- 2004년 : KBS2 《인간극장》출연 (3월 1일 ~ 3월 5일, 《마이크의 전사들》
- 2014년 : KBS1 《인천 아시안 게임》 캐스터
- 2017년 ~ 2018년 : KBS1 《시니어토크쇼 황금연못》
- 2017년 : KBS2 《생방송 아침이 좋다》